# Trialeurodes abutiloneus
Trialeurodes abutiloneus is een halfvleugelig insect uit de familie witte vliegen (Aleyrodidae), onderfamilie Aleyrodinae.
De wetenschappelijke naam van deze soort is voor het eerst geldig gepubliceerd door Haldeman in 1850.